# 让-吕克·克雷捷
让-吕克·克雷捷（法語：Jean-Luc Crétier，1966年4月28日—）是一名法國男子高山滑雪運動員。他是「Top Guns」團隊的四名成員之一，該團隊由塞爾吉·紀堯姆（Serge Guillaume）在法國高山滑雪聯合會的主流之外創建和訓練，另外還有呂克·阿爾普漢德、弗蘭克·皮卡爾和丹尼士·雷伊。
31歲時，克雷捷在1998年冬季奧林匹克運動會上贏得滑降賽的金牌。他是第四個贏得奧運會滑降賽的法國人，但卻是自1968年讓-克洛德·基利以來30年中的第一個。這是克雷捷國際職業生涯中唯一的一次勝利；然而，他取得了五次世界盃領獎台上的成績，其中三次是在他獲得奧運冠軍之前的兩個月。
1992年在他的家鄉阿爾貝維爾舉行的冬季奧運會上，克雷蒂埃在全能項目中獲得第四名。他的最後一場世界杯比賽是在長野之後僅10個月；1998年12月，他在加爾代納山谷的比賽中膝蓋受傷，導致職業生涯結束  。